# Henk van Stee
Henk van Stee (Maarheeze, 26 juli 1961) is een Nederlands trainer en voormalig profvoetballer.
Van Stee kwam als middenvelder vier seizoenen uit voor de club Sparta Rotterdam. Daarna speelde van Stee nog één seizoen bij De Graafschap. Na zijn korte carrière als voetballer werd hij in 1990 assistent-trainer van zijn oude club Sparta Rotterdam. Hij is daarna hoofdtrainer geweest van VVV, Feyenoord, AZ en Excelsior. Bij die laatste club was hij hoofdcoach in het seizoen 2003-2004. In 2007 en 2008 was hij hoofd opleidingen bij Sjachtar Donetsk in Oekraïne. In het seizoen 2008/2009 was hij hoofdtrainer van De Graafschap. Van Stee was van 25 september 2009 tot aan december 2014 hoofd opleidingen bij Zenit Sint-Petersburg daarna werd hij gepromoveerd tot technisch directeur. Eind juni 2016 verliet hij de club.
Op 12 maart 2018 werd bekendgemaakt dat Van Stee technisch manager werd bij zijn 'oude' club Sparta Rotterdam waar hij na een meningsverschil met het bestuur in december 2021 werd ontslagen.

## Carrière als speler
| Seizoen | Club          | Land      | Competitie     | Duels | Goals |
| ------- | ------------- | --------- | -------------- | ----- | ----- |
| 1985/86 | Sparta        | Nederland | Eredivisie     | 13    | 2     |
| 1986/87 | Sparta        | Nederland | Eredivisie     | 13    | 0     |
| 1987/88 | Sparta        | Nederland | Eredivisie     | 24    | 2     |
| 1988/89 | Sparta        | Nederland | Eredivisie     | 21    | 0     |
| 1989/90 | De Graafschap | Nederland | Eerste divisie | 16    | 2     |
| Totaal  | Totaal        | Totaal    | Totaal         | 87    | 6     |

## Trivia
- Van Stee is als Rotterdammer bij alle drie de professionele Rotterdamse voetbalclubs trainer geweest.